# Waterbury (condado de Washington, Vermont)
Waterbury es una lugar designado por el censo ubicado en el condado de Washington en el estado estadounidense de Vermont. En el año 220 tenía una población de 1897 habitantes y una densidad poblacional de 403,62 personas por km². Fue incluido como CDP en el censo de 2020.

## Geografía
Waterbury se encuentra ubicada en las coordenadas 44°20′23″N 72°45′1″O / 44.33972, -72.75028.

## Demografía
Según la Oficina del Censo en 2000 los ingresos medios por hogar en la localidad eran de $37,218 y los ingresos medios por familia eran $47,708. Los hombres tenían unos ingresos medios de $31,709 frente a los $31,709para las mujeres. La renta per cápita para la localidad era de $20,678. Alrededor del 9.3% de la población estaban por debajo del umbral de pobreza.